# Mimoprosoplus convexus
Mimoprosoplus convexus là một loài bọ cánh cứng trong họ Cerambycidae.